# شهرستان چرداول
شهرستان چَرداوُل (کردی: چەڕداوڵ یا چەڕداوڕ) یکی از شهرستان‌های کردنشین استان ایلام است. مرکز این شهرستان، شهر سرابله می‌باشد.
نام پیشین این شهرستان، شیروان و چرداول بود که در تاریخ ۴ تیر ۱۳۵۹ از شهرستان ایلام جدا شد و مستقل گردید. سپس با جدا شدن بخش شیروان از این شهرستان، شیروان به شهرستان سیروان و بقیه شهرستان پیشین با نام چرداول نام‌گذاری شد.

## موقعیت جغرافیایی
شهرستان چرداول از شمال شرقی با شهرستان اسلام‌آباد غرب و از شمال با شهرستان گیلانغرب استان کرمانشاه، از شمال غرب با شهرستان ایوان، از شرق با شهرستان هلیلان، از جنوب تا غرب با شهرستان سیروان و از جنوب شرقی با شهرستان کوهدشت استان لرستان همسایه است.

## تقسیمات کشوری
شهرستان چرداول دارای ۴ بخش، ۷ دهستان و ۴ شهر به شرح زیر است:

### شهرستان چرداول
| بخش       | مرکز بخش  | جمعیت بخش ۱۳۹۵ | نام دهستان | مرکز دهستان    | جمعیت دهستان ۱۳۹۵ | شهر       | جمعیت شهر ۱۳۹۵ |
| --------- | --------- | -------------- | ---------- | -------------- | ----------------- | --------- | -------------- |
| مرکزی     | سرابله    | ۱۴٬۰۶۲ نفر     | هلسم       | هلسم           | ۱٬۶۶۹ نفر         | سرابله    | ۱۲٬۳۹۳ نفر     |
| آسمان‌آباد | آسمان‌آباد | ۱۲٬۱۷۵ نفر     | کل کل      | کل کل علیا     | ۴٬۶۹۷ نفر         | آسمان‌آباد | ۶٬۲۸۰ نفر      |
| آسمان‌آباد | آسمان‌آباد | ۱۲٬۱۷۵ نفر     | آسمان‌آباد  | صیدنظری علیا   | ۱٬۱۹۸ نفر         | آسمان‌آباد | ۶٬۲۸۰ نفر      |
| شباب      | شباب      | ۹٬۴۶۶ نفر      | زنجیره     | زنجیره علیا    | ۳٬۷۳۶ نفر         | شباب      | ۴٬۰۸۸ نفر      |
| شباب      | شباب      | ۹٬۴۶۶ نفر      | شباب       | سنگ سفید       | ۱٬۶۴۲ نفر         | شباب      | ۴٬۰۸۸ نفر      |
| زاگرس     | بلاوه     | ۶٬۳۹۵ نفر      | بیجنوند    | زیرتنگ بیجنوند | ۴٬۱۹۴ نفر         | بلاوه     | ۲۶۴ نفر        |
| زاگرس     | بلاوه     | ۶٬۳۹۵ نفر      | قلعه       | شله کش         | ۱٬۹۳۷ نفر         | بلاوه     | ۲۶۴ نفر        |

## جاذبه های تفریحی
- آتشکده موشکان مربوط به عصر ساسانیان
- تنگه شمشه، جایی برای گشت و گذار عاشقان طبیعت گردی[۳]
- پل باستانی بیژنوند (بیجنوند)، دوآوان در نزدیکی سرابله، قلعه‌ هره‌قلوس در روستای موشکان، قلعه و دیوار دفاعی کوه خرمه و دیوار چند کیلومتری آن و آثار متعدد در مناطق زنجیره و شباب از جمله آثار شاخص این شهرستان محسوب می‌شوند.[۴]

## جمعیت
بر پایه سرشماری عمومی نفوس و مسکن در سال ۱۳۹۵، جمعیت شهرستان چرداول برابر با ۶۲٬۱۰۵ نفر بوده‌است.